# Лужаны (Черновицкая область)
Лужа́ны (укр. Лужани) — посёлок в Мамаевской сельской общине Черновицкого района Черновицкой области Украины.

## Географическое положение
Находится на левом берегу реки Прут.

## История
Поселение известно с 1453 года. В 1880 году Лужаны представляли собой селение недалеко от железнодорожной станции, в котором проживали 176 человек и действовали почта, греко-католическая церковь и несколько водяных мельниц.
В 1980 году численность населения посёлка составляла 3,9 тыс. человек, здесь действовали спиртовой завод, завод железобетонных конструкций, две средние школы, музыкальная школа, больница, библиотека, кинотеатр и клуб.
В январе 1989 года численность населения составляла 4762 человека.
В июле 1995 года Кабинет министров Украины утвердил решение о приватизации находившейся здесь МПМК № 311.
На 1 января 2013 года численность населения составляла 4787 человек.
До 2020 года входил в Кицманский район

## Экономика
- спиртзавод

## Транспорт
- железнодорожная станция[2]

## Известные люди
- В посёлке родился Тищук, Денис Ильич (род. 1945) — советский и украинский спортсмен и тренер, Заслуженный тренер Украины.

## Достопримечательности
В Лужанах находится Вознесенская церковь (построена в XV веке, памятник архитектуры). В 1968—1969 годах настоятелям церкви был будущий архиепископ Никанор (Юхимюк).
- Вознесенская церковь
- Старейшая церковь Буковины